# Dix-Sept Rosado
Jerônimo Dix-Sept Rosado Maia (Mossoró, RN, 25 de março de 1911 — Nossa Senhora do Socorro, SE, 12 de julho de 1951) foi um político brasileiro, 18.º prefeito de Mossoró e o 37.º governador do Rio Grande do Norte.
Filho de Jerônimo Rosado e de Isaura Rosado Maia, era irmão de Jerônimo Vingt-un Rosado Maia, deputado federal e senador; e de Jerônimo Vingt Rosado Maia, deputado federal. Antes de ingressar na política, administrou os negócios de mineração de gipsita (gesso) da família. Em 21 de março de 1948, foi eleito prefeito de Mossoró, porém não concluiu o mandato por ter sido eleito governador do estado do Rio Grande do Norte, em 6 de junho de 1950, assumindo o governo potiguar em 31 de janeiro de 1951.
Morreu num desastre aéreo na região do Rio do Sal, na costa do estado de Sergipe, em 12 de julho de 1951, nas proximidades do campo de pouso de Aracaju, em Sergipe, cinco meses após a sua posse como governador.